# Hannah Whitall Smith
Hannah Tatum Whitall Smith, née le 7 février 1832 et morte le 1er mai 1911, est une évangéliste quaker, théologienne, écrivaine féministe américaine, engagée en faveur du droit de vote des femmes et en faveur de la tempérance alcoolique.

## Biographie
Hannah Whitall naît dans une famille quaker influente du New Jersey. Elle est la fille de John Mickle Whitall et de Marie Tatum Whitall, négociants et propriétaires de la manufacture de verre Whitall Tatum Company (en). Son arrière-grand-mère, Ann Cooper Whitall (en) est une personnalité quaker. 
Le 5 novembre 1851, elle épouse Robert Pearsall Smith, lui aussi descendant d'une longue lignée quaker, de Germantown. Le couple s'écarte de la pratique quaker après 1858 mais Hannah Whitall Smith reste attachée à la spiritualité et à son éducation quaker. Ils restent influencés sur le plan théologique par une spiritualité liée au réveil religieux, notamment celle du Mouvement pour une vie supérieure.
De 1864 à 1868, elle vit à Millville, où son époux gère la manufacture de verre dont elle a hérité, la Whitall, Tatum & Company.
Elle donne des conférences pour leur mouvement religieux. En 1874, elle soutient la fondation de la Women's Christian Temperance Union.
En 1888, la famille s'installe en Angleterre où leur fille Mary Berenson a épousé un avocat anglais, Frank Costelloe. Leur deuxième fille, Alys Pearsall Smith épouse le philosophe et universitaire Bertrand Russell et leur fils, Logan Pearsall Smith est essayiste et critique littéraire. Elle est la grand-mère de l'écrivaine et féministe Ray Strachey et de la psychanalyste Karin Stephen, toutes les deux liées au Bloomsbury Group. Sa nièce, Martha Carey Thomas, elle aussi suffragiste militante, est la première femme principale de collège aux États-Unis, le collège Bryn Mawr.
Hannah Whitall Smith meurt en Angleterre en 1911.

## Activités éditoriales
Elle est l'auteur d'un traité de spiritualité et de théologie pratique extrêmement populaire à l'époque, The Christian’s Secret of a Happy Life (1875). Elle écrit son autobiographie spirituelle, The Unselfishness of God And How I Discovered It, en 1903.